# Walter Netsch

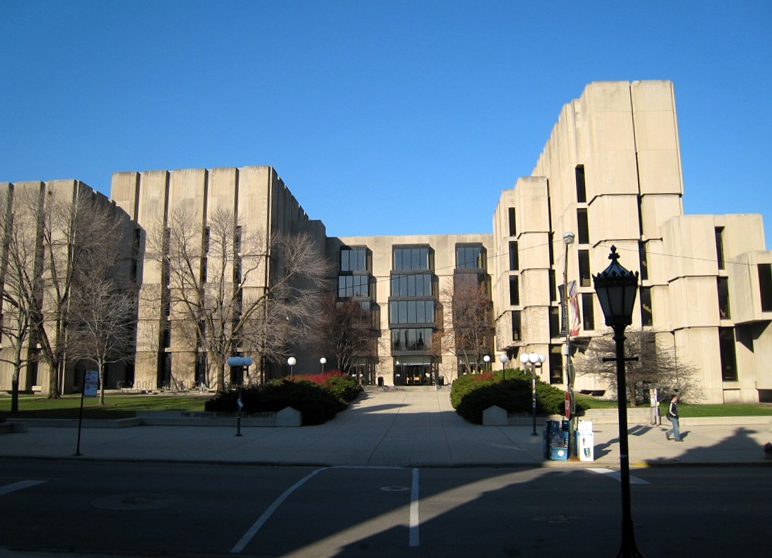
Budynek Biblioteki Uniwersyteckiej w Chicago

Walter Netsch (ur. 23 lutego 1920, zm. 15 czerwca 2008) – amerykański architekt najczęściej kojarzony z brutalizmem. Pracował przez długi czas dla firmy Skidmore, Owings and Merrill. Zaprojektował m.in. budynki dla dwóch uniwersytetów na terenie Chicago i dla United States Air Force Academy.